# 降世神通：最後的氣宗 (電視劇)
《降世神通：最後的氣宗》（英語：Avatar: The Last Airbender）是一部美國冒險奇幻網路電視劇，改編自尼克兒童頻道於2005年首播的同名動畫劇集。本劇最初於2018年9月宣布，由阿爾伯特·金擔任總監，演員包括高登·寇米爾、蓋雯迪歐、伊恩·奧斯利、達拉斯·劉、金大賢、李善炯。本劇於2024年2月22日在Netflix上線，第一季共播出8集，每集片長約一個小時。

## 劇情概要
故事設定於近似亞洲、飽受戰火蹂躪的世界，人們可以控制四種元素（亦即獲得「神功」），分別為水（截水）、土（運土）、火（振火）、氣（御氣）。安是唯一能掌握所有神功的「神通王」（英語：Avatar），注定要為世界帶來和平、脫離烈火國的掌控。安和他的夥伴凱塔拉、蘇卡在前往精通四大神功的旅途上，受到流放的烈火國的王子朱克的追捕。朱克渴望透過捕捉神通王來重返他的榮耀。

## 演員名單

### 主要角色
- 高登·寇米爾 飾演 神通王安（Aang）：一名無拘無束的十二歲御氣神通，在一座冰山裡冰凍了一百年。他從冰山裡甦醒後，發現其他的御氣神通皆被烈火國抹除，他有義務終結戰爭，並以神通王的身份成為世界平衡與和諧的領袖[4]。
- 蓋雯迪歐（英语：Kiawentiio） 飾演 凱塔拉（Katara）：十四歲的她是部落裡最後一位截水神通，母親慘遭烈火國軍殺害。儘管她的命運多舛，她加入安的行列並在旅途中發掘她的潛能[4]。
- 伊恩·奧斯利（英语：Ian Ousley）飾演 蘇卡（Sokka）：凱塔拉的十六歲哥哥，由於父親離家去打仗，他承擔起成為他們部族的準領袖。他一同凱塔拉加入安的行列。雖然缺乏神功，他透過他的聰明才智還有他可靠的回力鏢截長補短[4]。
- 達拉斯·劉 飾演 朱克（Zuko）：左眼負疤的烈火國流亡太子，一心一意地追捕神通王好讓他能結束被放逐的生活，奪回他的榮耀[4]。
- 李善炯（英语：Paul Sun-Hyung Lee） 飾演 愛和（Iroh）：一名退休的烈火國將軍，同時也是朱克睿智又充滿父愛的大伯和導師[5]。
- 伊莉莎白·尤（英语：Elizabeth Yu） 飾演 亞蘇拉（Azula）：天賦異稟又狡詐的烈火國公主，也是朱克的妹妹[6]。
- 金大賢 飾演 烈火王傲賽（Fire Lord Ozai）：烈火國暴戾恣睢的暴君，朱克和亞蘇拉的父親。演員金大賢曾經在動畫中替方將軍 （General Fong）配音[7]。

### 常設角色
- 張至儀 飾演 衫子（Suki）：京島戰士的隊長[6]。
- 梁肯 飾演 趙將軍：一名充滿野心卻自負、殘酷、卑鄙的烈火國海軍上將，也是朱克在爭奪神通王上主要的競爭對手[5]。
- 林繼修（英语：Lim Kay Siu） 飾演 吉安大師 （Gyatso）：慧黠、從容、溫和且富有關愛的氣和牧族僧侶，安的導師和近似於父親的榜樣[5]。
- 伊芙妮·查普曼（英语：Yvonne Chapman） 飾演 京島：傳奇的運土神功神通王，安在神通王羅古的前世[6]。
- 富田譚玲 飾演 由里香（Yukari）：衫子的母親，也是京島村莊過度保護的村長[6]。
- 凱西·坎普-霍里涅克（Casey Camp-Horinek）飾演 婆婆（Gran Gran）：南極水族部落裡的長老，凱塔拉和蘇卡的外婆[6]。
- 趙雅登（英语：Arden Cho） 飾演 茱恩（June）：賞金獵人[8]
- 玉田百名（英语：Momona Tamada） 飾演 泰麗（Ty Lee）：亞蘇拉的朋友，擅長點穴且身手矯捷[9]。
- 烏特卡什·安邦德卡爾（英语：Utkarsh Ambudkar） 飾演 布明王（King Bumi）：安在被冰凍前的兒時好友，為大地之國第一大城奥玛舒城的城主，也是愛和主導的白蓮幫的一員。
- 丹尼·普迪 飾演 發明家（The Mechanist）：因為家鄉發生洪水而與族人逃到廢棄的終北大氣寺定居，並受到氣和牧族遺跡啟發創造了很多新發明，包括改良飛仗使非節氣神通者也能飛行。
- 詹姆士·謝 飾演 捲心菜老闆（Cabbage merchant）：捲心菜總是意外被神通王一行人等破壞的倒霉商人。詹姆士·謝在動畫中也為同一個角色配音。
- A·馬丁尼茲（英语：A Martinez） 飾演 帕古大師（Pakku）

## 集數
| 集數 | 標題                   | 導演                            | 編劇 | 上線日期      |
| ---- | ---------------------- | ------------------------------- | --- | ------------- |
| 1    | 安 Aang                | 麥可·高伊                       | 故事構思 ：阿爾伯特·金、麥可·但丁·迪馬蒂諾、布萊恩·柯尼祖克                                                                                                | 2024年2月22日 |
| 2    | 戰士 Warriors          | 麥可·高伊                       | 約書亞·海爾·菲亞科夫 | 2024年2月22日 |
| 3    | 奧瑪舒城 Omashu        | 賈巴爾·萊薩尼（Jabbar Raisani） | 克莉絲汀·博伊蘭 | 2024年2月22日 |
| 4    | 深入黑暗 Into the Dark | 賈巴爾·萊薩尼                   | 綺莉·麥當勞（Keely MacDonald） | 2024年2月22日 |
| 5    | 神隱 Spirited Away     | 羅絲安·梁                       | 蓋布列·拉納斯（Gabriel Llanas） | 2024年2月22日 |
| 6    | 面具 Masks             | 羅絲安·梁                       | 劇本創作 ：烏巴·穆罕默德（Ubah Mohamed）、布萊恩·柯尼祖克、麥可·但丁·迪馬蒂諾 故事構思 ：艾蜜莉·金（Emily Kim）、杭特·萊斯（Hunter Ries）、布萊恩·柯尼祖克 | 2024年2月22日 |
| 7    | 北方 The North         | 傑特·威爾金森（Jet Wilkinson）  | 奧黛麗·黃·甘迺迪（Audrey Wong Kennedy） | 2024年2月22日 |
| 8    | 傳奇 Legends           | 傑特·威爾金森                   | 阿爾伯特·金 | 2024年2月22日 |

## 製作

### 開發
2018年9月，Netflix發佈消息，不同以往的「降世神通」重啟翻拍將於2019年開始製作。該系列原本的創作者麥可·但丁·迪馬蒂諾和布萊恩·柯尼祖克，起初預定為執行製作和總監。2020年6月，他們兩人因為創意分歧而離開劇組。上述事件於同年8月12日由迪馬提諾在個人網頁上發表公開聲明揭露。他們提及在節目製作上，他們與Netflix的願景的不同，亦點出在工作室的工作期間，工作環境「負面」且「不友善」。2021年8月，阿爾伯特·金以主創者、執行製作以及總監的身份正式加入劇組；他於部落格貼文上寫道：「我第一個想法是：『為什麼？到底還有什麼在原版動畫裡，還沒做過或呈現過的是我能夠發揮的？然而當我越進而思忖，我變得越有興致。我們將目睹神功透過真實且真誠的方式呈現，是我們前所未見的。』」，同則貼文中，金強調「整個過程中的代名詞絕對是『真實性』，無論就故事、角色、文化影響而言皆是。真實性使我們在幕前幕後前進。」在同一則貼文裡，宣布林暐、琳西·利布拉托里（Lindsey Liberatore）、麥可·高伊和羅絲安·梁將擔任執行製作，其中麥可·高伊和羅絲安·梁會執導劇集。
據報導，每集將花費1500萬美金製作且長達一小時，每季共八集。

### 選角
依照布萊恩·柯尼祖克的聲明，該劇創作者們致力於「文化正確、非洗白選角」。 
2021年8月，隨著選角報告洩出，Netflix透露了四位主角的演員：高登·寇米爾、蓋雯迪歐、伊恩·奧斯利以及達拉斯·劉，他們分別飾演安、凱塔拉、蘇卡和朱克。開創者阿爾伯特·金表示：「這是個把亞洲和原住民族角色呈現為活生生的人物的好機會。不僅限於卡通，而是存在於近似於真實的世界。」 2021年11月，先前曾經為動畫影集的方將軍和《降世神通：柯拉傳奇》的佐藤廣獻聲的金大賢，將飾演烈火王傲賽。。同月稍晚，李善炯、林繼修、梁肯加註演員陣容，分別飾演愛和、吉安大師和趙將軍。同年12月，伊莉莎白·尤、伊芙妮·查普曼、富田譚玲、Casey Camp-Horinek和張至儀加入演員陣容，分別飾演亞蘇拉、神通王京島、由里香（Yukari，原創角色）、婆婆（Gran Gran）和衫子。
共同創作者布萊恩·柯尼祖克談及他希望該劇能夠選擇曾為朱克配音的但丁·巴斯科飾演該角色。2022年4月，趙雅登和玉田百名加入演員陣容。

### 拍攝
主體拍攝於2021年11月6日開始，預計持續至2022年5月殺青，以暫定名稱「Trade Winds」、「Blue Dawn」進行，拍攝地點於加拿大溫哥華取景。

### 音樂
曾為當初的動畫配樂的傑洛米·查克曼原先預計回歸替本作製作配樂，但在麥可·但丁·迪馬蒂諾以及布萊恩·柯尼祖克離開專案後，則拒絕涉入該劇製作。

## 發行
《降世神通：最後的氣宗》預定於2024年在Netflix上線，共計8集。

## 評價
評論聚合網站爛番茄根據75條評論給予《降世神通：最後的氣宗》第一季60%的支持率，平均評分為5.9/10。該網站的評論家一致認為，「這部深受喜愛的系列作品的真人版切入點堅實，雖然偶爾只是重現了原始故事的部分魔力。」Metacritic使用加權平均值，根據27位評論家的評分給出了55分（滿分100分），表示評論「混合或平均」。
《衛報》的傑克·西爾對該劇給予了積極的評價，並稱「風景閃閃發光，一頭巨大的六足飛行野牛載著眾人穿過雲層從一個地方到另一個地方，年輕的演員們都能夠勝任這項任務。」IGN的喬許·耶爾給予了整體正面的評價，他說：「真人版《阿凡達：最後的氣宗》系列用有意義的新素材豐富了原著故事，但其驚人的節奏、大量的闡述對話以及時好時壞的內容影響並不完全平衡。」《南華早報》的詹姆斯·馬什給予了極為積極的評價，認為原著的忠實粉絲群可能會對細微的外觀和合成變化有爭議，但批評者將難以反駁金和他的團隊的做法。《電訊報》的安妮·塔辛格給出了不同的回應，她認為這是可靠的娛樂作品，快節奏、充滿動作、有吸引人的打鬥場面，這些都是在Netflix的慷慨預算下實現。《綜藝》認為，雖然它不像2010年的真人電影那麼糟糕，但它「會讓粉絲們希望主創不要打擾迪馬蒂諾和科涅茨科的傑作」。《今日美國》的凱利·勞勒稱這部劇是「原作的蹩腳複製品」，並認為《降世神通》的偉大之處在於它的動畫，而不是真人版本。

### 收視率
《降世神通：最後的氣宗》在2月19日至25日期間位居Netflix全球周榜榜首，首周觀看時長達1.544億小時，觀眾人數達2,120萬。播出第二週，該劇仍位居榜首，但收視時長下降至1.442億小時，共有1,990萬名觀眾觀看，在92個國家/地區躋身前10名，在76個國家/地區排名第一。
該劇在上映不到兩週的時間內就累積了2.986億小時的觀看時間，吸引了4,110萬觀眾。尼爾森報導，在「4月19日至25日當週的串流媒體排行榜」上，《降世神通：最後的氣宗》在「原創」類別中排名第一，並且在「觀看時間為2.56B分」中排名第一。

## 外部連結
- 互联网电影数据库（IMDb）上《降世神通：最後的氣宗》的资料（英文）
- 在Netflix上觀看《降世神通：最後的氣宗》